# Hans-Jürgen Mikeska
Hans-Jürgen Mikeska (* 19. Juli 1937 in Berlin) ist emeritierter Professor für Theoretische Physik an der Universität Hannover.
Hans-Jürgen Mikeska promovierte 1963 bei Wilhelm Brenig an der Technischen Universität München zum Thema „Die Struktur der Riesenresonanz bei leichten Kernen“. Anschließend forschte er u. a. als Postdoktorand an der University of Maryland. 1969 habilitierte er sich an der TU München mit einer Arbeit zur Theorie von superfluidem Helium; 1971 übernahm er die Professur in Hannover.
Schwerpunkt seiner wissenschaftlichen Arbeit ist die Theoretische Festkörperphysik, insbesondere die Theorie des Magnetismus. Seine wichtigen Publikationen zu solitonartigen Anregungen in quasi-eindimensionalen Magneten haben zahlreiche theoretische und experimentelle Forschungen auf diesem Gebiet beeinflusst.
Zu seinen Doktoranden gehören die späteren Professoren für Theoretische Physik Holger Frahm
und Walter Selke sowie der Professor für Physiologie Klaus-Dietrich Kniffki.
2008 ist Hans-Jürgen Mikeska zu einem 'Outstanding Referee' der Amerikanischen Physikalischen Gesellschaft ernannt worden.

## Auswahl von Werken
- H.J. Mikeska, Solitons in a one-dimensional magnet with an easy plane, Journal of Physics C-Solid State Physics 11, L29-L32 (1978); doi:10.1088/0022-3719/11/1/007
- H.J. Mikeska, M. Steiner, Solitary excitations  in one-dimensional magnets, Advances in Physics 40, 191-356 (1990); doi:10.1080/00018739100101492.